# ياسوكو توميتا
ياسوكو توميتا (بالكانا:とみた やすこ) هي ممثلة يابانية، ولدت في 27 فبراير 1969 في اليابان.

## وصلات خارجية
- ياسوكو توميتا على موقع IMDb (الإنجليزية)
- ياسوكو توميتا على موقع ميوزك برينز (الإنجليزية)
- ياسوكو توميتا على موقع أول موفي (الإنجليزية)
- ياسوكو توميتا على موقع ديسكوغز (الإنجليزية)
- ياسوكو توميتا على موقع ANN person (الإنجليزية)